# Fritz Nallinger
Fritz Nallinger (Esslingen am Neckar, 6 agosto 1898 – Stoccarda, 4 giugno 1984) è stato un ingegnere tedesco, noto per la sua collaborazione alla Daimler-Benz.

## Notizie biografiche
Fritz Nallinger entrò alla Daimler Motoren Gesellschaft nel 1922 nel reparto sviluppo tecnico. Sia negli ultimi anni di vita della Daimler come Casa autonoma, sia nei successivi decenni dopo la fusione con la Benz e la nascita della Daimler-Benz, egli rivestì un ruolo chiave nella progettazione e nella realizzazione delle nuove sospensioni a ruote indipendenti, nonché nella realizzazione di nuovi motori in grado di raggiungere regimi piuttosto alti per l'epoca. Queste sue valenze lo resero un punto di riferimento per la Casa di Stoccarda per tutti gli anni trenta.

Nella seconda metà del decennio, con la recente ascesa al potere di Adolf Hitler e la corsa agli armamenti della Germania, Nallinger divenne un riferimento anche per il partito nazista, poiché contribuì alla produzione di mezzi militari, sempre con il marchio della "stella a tre punte". Tra il 1940 ed il 1941, in piena Seconda guerra mondiale, venne promosso a direttore del reparto ricerca e sviluppo ed entrò anche a far parte del consiglio di amministrazione della Daimler-Benz.

Cessato il sanguinoso conflitto, Nallinger continuò a ricoprire un ruolo direttivo, ma stavolta orientato verso le competizioni sportive, oltre che nella produzione in serie.

Nel 1953 ricevette la Gran Croce al Merito, mentre nel 1965, anno del suo ritiro dall'attività, Nallinger fu insignito anche della Medaglia Rudolf Diesel.